# Elsinore (Utah)
Elsinore é uma cidade  localizada no estado norte-americano de Utah, no Condado de Sevier.

## Demografia
Segundo o censo norte-americano de 2000, a sua população era de 733 habitantes.
Em 2006, foi estimada uma população de 740, um aumento de 7 (1.0%).

## Geografia
De acordo com o United States Census Bureau tem uma área de
3,3 km², dos quais 3,3 km² cobertos por terra e 0,0 km² cobertos por água. Elsinore localiza-se a aproximadamente 1631 m acima do nível do mar.

## Localidades na vizinhança
O diagrama seguinte representa as localidades num raio de 16 km ao redor de Elsinore.